# هانا نو ران
هانا نو ران (به ژاپنی: 花の乱 Hana no Ran) نام یک مجموعه تلویزیونی تاریخی و سی و سومین سری از فیلم‌های مجموعه تلویزیونی تایگا است. این مجموعه ۳۷ قسمت دارد و توسط ان‌اچ‌کی در سال ۱۹۹۴ میلادی پخش شد. داستان این مجموعه در دوره موروماچی در ژاپن باستان و در بحبوحه شورش اونین (۱۴۷۷–۱۴۶۷) می‌گذرد. شخصیت اصلی فیلم هینو تومیکو (همسر شوگون هشتم)، یک شخصیت تاریخی با شهرت منفی است.